# 謝磷
謝磷（1391年—？），字利坚，江西吉安府永豐縣人，民籍。明朝政治人物。進士出身。

## 生平
十一月十三日生，新化县學生，湖廣鄉試第七名。宣德八年（1433年）癸丑科會試第六十名，殿試登進士第三甲第二十七名。

## 家族
曾祖謝以吾。祖父謝伯尚，曾任濰縣主簿。父亲謝汝明。母王氏。慈侍下。兄利器；弟利智。娶曾氏，繼娶李氏。